# Epipedobates machalilla
Epipedobates machalilla es una especie de anfibio anuro de la familia Dendrobatidae.

## Distribución geográfica
Esta especie es endémica del Ecuador. Habita en las provincias de Manabí, El Oro, Los Ríos, Bolívar, Guayas y Cañar entre los 10 y 515 m sobre el nivel del mar en la llanura del Pacífico.

## Descripción
Los machos miden de 14,4 a 16,0 mm y las hembras de 15,0 a 17,6 mm.

## Etimología
Se le dio el nombre de su especie por el lugar de su descubrimiento, el Parque Nacional Machalilla.

## Publicación original
- Coloma, 1995 : Ecuadorian frogs of the genus. Colostethus (Anura: Dendrobatidae). University of Kansas Museum of Natural History Miscellaneous Publication, n.º 87, p. 1-75[5]